# Устемиров, Тюмебай
Тюмебай Устемиров (1920 год, аул Сюткент, Дрысский район, Киргизская АССР, РСФСР — 1984 год) — колхозник, чабан колхоза «Сыр-Дарья», Герой Социалистического Труда (1949).

## Биография
Родился в 1920 году в ауле Сюткент, Киргизская АССР (сегодня — Шардаринский район, Южно-Казахстанская область, Казахстан). Участвовал в Великой Отечественной войне. После демобилизации в 1944 году возвратился на родину, где стал работать чабаном в колхозе «Сыр-Дария» Чардаринского района Южно-Казахстанской области. С 1950 года по 1954 год обучался в Ташкентском зоотехническом техникуме. После обучения был назначен зоотехником в колхозе «Сыр-Дарья».
В 1948 году вырастил 108 ягнят от 100 овцематок. За этот доблестный труд был удостоен в 1949 году звания Героя Социалистического Труда.

## Награды
- Герой Социалистического Труда — указом Президиума Верховного Совета СССР от 3 декабря 1949 года;
- Орден Ленина (1949);